# Tessenderlo Chemie
Tessenderlo Chemie o Tessenderlo Group NV es un grupo industrial belga activo en los sectores de la agronomía y la química, fundado en 1919 en Tessenderlo, en Ham, en la provincia de Limburgo.

## Historia
El miércoles 29 de abril de 1942, una enorme explosión de nitrato de amonio destruyó toda la fábrica de Productos químicos y gran parte de la ciudad circundante de Tessenderlo. En el incidente murieron 189 personas y más de 900 resultaron heridas. La fábrica fue reconstruida posteriormente en el mismo lugar, una decisión muy controvertida.
En 2015, Tessenderlo se fusionó con Picanol.